# Maxhütte-Haidhof

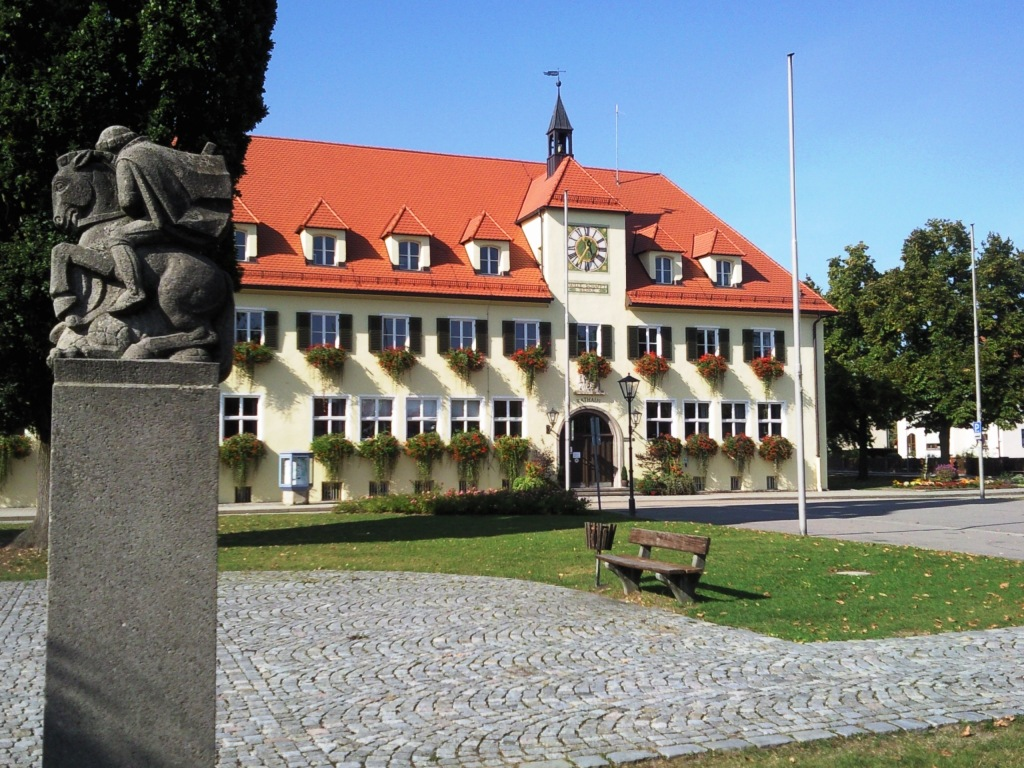
Maxhütte-Haidhof
(primăria)

Maxhütte-Haidhof este un oraș din districtul Schwandorf, regiunea administrativă Palatinatul Superior, landul Bavaria, Germania.